# Verwaltungsrichter-Vereinigung
Die Verwaltungsrichter-Vereinigung (VRV) ist ein berufsständischer Verein mit Sitz in Wien (Österreich) und Mitglied im österreichischen Dachverband der Verwaltungsrichterinnen und Verwaltungsrichter. Verwaltungsrichter-Vereinigung ist eine Selbstbezeichnung, gemäß Zentrales Vereinsregister lautet der Vereinsname: Vereinigung der Mitglieder der Verwaltungsgerichte.
Die VRV hat den Wahlspruch im Logo gewählt: Iuris praecepta sunthaec – honeste vivere, alterum non laedere, suum cuique tribuere. des Juristen Ulpian. Dies entspricht dem Beginn, im ersten Teil des Corpus Iuris Civilis in den Institutionen des Kaisers Justinian: iuris praecepta sunt haec: honeste vivere, alterum non laedere, suum cuique tribuere. – Die Gebote des Rechts sind diese: Ehrenhaft leben, den anderen nicht verletzen, jedem das Seine gewähren.

## Geschichte
Durch eine Verfassungsänderung 1988 und entsprechende Landesgesetze wurden Unabhängige Verwaltungssenate (UVS) als mehr oder weniger unabhängige Behörden mit richterlichem Einschlag zur Kontrolle der Verwaltungstätigkeit der Bundesländer eingerichtet. Die UVS nahmen ihre Tätigkeit mit 1. Januar 1991 auf. Die Einführung war erforderlich, weil in Österreich die Artikel 5 und 6 der Europäischen Menschenrechtskonvention (EMRK) bis zu diesem Zeitpunkt nicht erfüllt wurden.
Im Mai 1993 wurde eine österreichweite Standesvertretung für UVS-Mitglieder mit Unterstützung der Vereinigung der österreichischen Richterinnen und Richter und des Vereins der Verwaltungsrichter in Graz gegründet. Die Gründung einer eigenen Fachzeitschrift und die Abhaltung von jährlichen Fachtagungen wird in weiterer Folge beschlossen.
2012 wurde eine Änderung der Verwaltungsgerichtsbarkeit in Österreich beschlossenen und wurden mit 1. Jänner 2014 alle Unabhängigen Verwaltungssenate aufgelöst und durch Landesverwaltungsgerichte ersetzt. Dadurch wurde die UVS-Vereinigung zur Verwaltungsrichter-Vereinigung (VRV).

## Organisation
Der offizielle Name des Vereines gemäß Vereinsregister lautet: Vereinigung der Mitglieder der Verwaltungsgerichte und hat den Sitz in Wien.

### Ziel und Zweck des Vereins
Der Verein hat gemäß Zif. 3 der Vereinsstatuten folgende Ziele und folgenden Zweck (Zitat):
- Förderung und Weiterentwicklung der Verwaltungsgerichtsbarkeit in Österreich.
- Umfassende Vertretung der beruflichen Interessen der Mitglieder der Verwaltungsgerichte unter Einschluss sozialer und kultureller Belange, insbesondere hinsichtlich der Entwicklung eines einheitlichen Richterbildes in Österreich sowie der Schaffung eines einheitlichen Dienst- und Besoldungsrechtes.
- Förderung aller Bemühungen zur rechtswissenschaftlichen Aufarbeitung der für die Tätigkeit der Verwaltungsrichterinnen und Verwaltungsrichter relevanten Rechtsgebiete sowie eines Meinungsaustausches darüber.
- Koordination mit anderen richterlichen Interessen- und Standesvertretungen auf nationaler und internationaler Ebene
- Schaffung einer Aus- und Fortbildungseinrichtung für Verwaltungsrichterinnen und Verwaltungsrichter; Teilnahme an europäischen Fortbildungsprogrammen
- Förderung der Durchlässigkeit zwischen den Gerichten.

Diese Zwecke sollen insbesondere durch den Aufbau und die Pflege von Kontakten zwischen den Verwaltungsgerichten sowie zu allen dafür in Betracht kommenden Stellen und durch die Erstattung von Vorschlägen zur Optimierung der Arbeitsbedingungen bei den Verwaltungsgerichten in Verbindung mit entsprechender Öffentlichkeitsarbeit erreicht werden. Gegebenenfalls sollen auch wissenschaftliche, kulturelle und gesellige Veranstaltungen durchgeführt werden.

### Mitgliedschaft
Die Mitgliedschaft im VRV gliedert sich in ordentliche und außerordentliche Mitglieder. Ordentliche Mitglieder können alle Richter des aktiven Dienststandes an einem österreichischen Verwaltungsgericht sein. Außerordentliche Mitglieder können alle Personen sein, die Interesse an der Erfüllung des Vereinszwecks haben, insbesondere den ehemaligen ordentlichen Mitgliedern.
Die Pflichten der ordentlichen und außerordentlichen Vereinsmitglieder sind:
- nach außen hin in ihrem gesamten Verhalten die Interessen des Vereines wahrzunehmen und
- über vereinsinterne Angelegenheiten Stillschweigen zu bewahren
- den von der Vollversammlung festgesetzten Mitgliedsbeitrag zu bezahlen.[7]

Die VRV ist selbst Mitglied im Dachverband der Verwaltungsrichterinnen und Verwaltungsrichter.

### Vereinsorgane
Vereinsorgane sind die Vollversammlung, der Vorstand, das Vereinsschiedsgericht und die Kassenprüfer. In den Statuten ist interessanterweise der Vorstand vor der grundsätzlich diesem übergeordneten Vollversammlung geregelt.

#### Vollversammlung
Sitz, Stimme und das Recht zur Antragstellung haben nur ordentliche Vereinsmitglieder. Die ordentliche Vollversammlung hat einmal im Jahr stattzufinden. Eine außerordentliche Vollversammlung kann über Beschluss des Vorstandes bzw. über Verlangen eines Zehntels der Vereinsmitglieder oder – falls die Einrichtung von Sektionen beschlossen wurde – über Verlangen der Hälfte der Sektionsleiter stattfinden.
Die Vollversammlung entscheidet über alle Belange, die nicht einem anderen Vereinsorgan zur Entscheidung zugewiesen sind, insbesondere über die Höhe des jährlichen Mitgliedsbeitrages und von Satzungsänderungen sowie die Auflösung des Vereines. Der Vollversammlung obliegt auch die Wahl, Abberufung und Entlastung des Vorstands bzw. einzelner Vorstandsmitglieder, des Vereinsschiedsgerichts und der Kassenprüfer.

#### Vorstand
Der Vorstand besteht aus einem Präsidenten und zwei Vizepräsidenten als Stellvertreter, einem Kassier und einem Schriftführer. Die Personen des Vorstandes sollen verschiedenen Verwaltungsgerichten angehören und sind auf ein Jahr gewählt. Wird durch die Vollversammlung die Einrichtung von Sektionen beschlossen, so nimmt der jeweilige Sektionsleiter an den Sitzungen des Vorstandes ohne Stimmrecht teil. In den Vorstand können nur ordentliche Mitglieder gewählt werden.
Der Präsident vertritt den Verein nach außen, soweit nicht Sektionen bestehen.  Der Vorstand fasst seine Beschlüsse mit einfacher Stimmenmehrheit und ist bei Anwesenheit von mindestens der Hälfte der Vorstandsmitglieder beschlussfähig.
Präsident ist derzeit Siegfried Königshofer (Verwaltungsgericht Wien), Vizepräsidenten sind Gudrun Kurz (Verwaltungsgericht Niederösterreich) und Gerold Dünser (Verwaltungsgericht Tirol).

#### Vereinsschiedsgericht
Das Vereinsschiedsgericht besteht aus drei von der Vollversammlung gewählten Mitgliedern sowie drei Ersatzmitglieder. Diese sind für die Dauer von drei Jahren gewählt. Mitglieder des Vereinsvorstandes und Kassenprüfer sind von der Tätigkeit im Vereinsschiedsgericht ausgeschlossen.
Das Vereinsschiedsgericht entscheidet über alle Streitigkeiten aus dem Vereinsverhältnis, insbesondere über die Anfechtung des Ausschlusses eines Vereinsmitgliedes.

#### Kassenprüfer
Die Kassenprüfer werden von der Vollversammlung für jeweils ein Jahr bestellt. Ihnen obliegt die Prüfung der finanziellen Gebarung des Vereines.